# 訴えの利益
訴えの利益（うったえのりえき）とは、国家の裁判機関を用いて紛争を解決するに値するだけの利益・必要性のことである。これを欠く訴えは不適法として却下される。
民事訴訟においては、原告の請求に対し本案判決をすることが当事者間の紛争を解決するために有効かつ適切であること。行政訴訟においては、行政処分の取消訴訟の場合、事案において本案判決を下す利益があること。

## 民事訴訟
- 給付の訴えの利益 : 給付の訴え（給付訴訟）は、通常、被告が任意に履行しないために提起されることから、一般的には訴えの利益があるといえる。確定した給付判決がある場合には、通常は重ねて給付判決を受ける利益がないが、時効の中断の必要がある場合には訴えの利益が肯定される。
  - 将来の給付の訴えの利益
    - 将来の給付を求める訴えは、(1)将来の給付の基礎となる資格を有し、(2)あらかじめその請求をする必要がある場合に限り、提起することができる（民事訴訟法135条）。履行期限が到来していない以上債務者はその請求に応じる必要がないから、特にあらかじめ請求をする必要があることを要求している。将来の給付の訴えの利益が認められる例としては、原告が主張する権利の存在を被告が争っており、将来の履行期において被告が任意に履行することが考えがたい場合などが挙げられる。
    - 大阪国際空港訴訟判決（最大判昭和56年12月16日民集35巻10号1369頁）は，将来給付の訴えを主として期限付請求権や条件付請求権について例外的に求められたものと位置づけ、継続的不法行為における損害賠償請求権は(1)請求権の基礎となるべき事実関係及び法律関係がすでに存在し、その継続が予測されるとともに、(2)請求権の成否及び内容につき債務者に有利な影響を生ずるような将来における事情の変動があらかじめ明確に予測しうる事由に限られ、(3)請求異議の訴えによってのみ執行を阻止しうるという負担を債務者に課しても格別不当とはいえない場合、の全てを満たした場合に限り請求（権）の適格性が認められ、適法であるとした。「訴えの利益」という言葉は当該判例には現れていないが、「請求権の適格」という文言を「訴えの利益」と読み替えてよいとの指摘がされている。

- 確認の訴えの利益：確認の訴えについては訴えの利益の問題が多い。詳しくは確認の利益を参照。
  - 確認の訴えの利益があり法的に認められる場合についての条件
    - 確認の訴えは、日本国の裁判所においては「司法権が発動するためには具体的な争訟事件が提起されることを必要とする。」「抽象的な判断を下すごとき権限を行い得るものではない。」とされており[1]、確認の訴えを行うためには争訟が具体的な事態である事を要する（請求が具体的な内容となっている事を要する）。
    - 確認の訴えは、一般に、通常の民事訴訟においては「法律上の利益」として認められる権利義務関係についての確認のみ認められる（それ以外は裁判所法3条1項の「法律上の争訟」ではないとされ却下される。）。ただし、行政事件訴訟法における客観的訴訟である民衆訴訟及び機関訴訟においては、「法律に定める場合において、法律に定める者に限り」（行訴法42条）、特別に「法律上の利益にかかわらない資格で提起する」（行訴法5条）ことが出来る。
    - 例外として、民事訴訟法134条の2では法律関係を証する書面の成立の真否を確定するための確認請求を許している。
- 形成の訴えの利益 : 形成の訴え（形成訴訟）は、法規の定める形成権の行使による権利義務関係ないし法律関係の形成・変更を目的とする訴訟であるから、法律に規定がある限り、訴えの利益が認められるのが通常である。しかし、事情の変更等の理由により、形成権の行使が無意味であると認められる場合には、訴えの利益を欠くことになる。例えば、重婚を理由とする後婚の取消しの訴えは、後婚が離婚により解消された場合には訴えの利益を欠く（最判昭和57年9月28日民集36巻8号1642頁）。

## 行政訴訟
裁判は、現実的救済を目的とするので取消判決により原告の救済が達成できなければ、訴えの利益は認められない。
- 処分の効果がなくなったとき
  - 処分の効果がなくなった後も、なお取消訴訟で回復すべき法律上の利益がある場合、訴えの利益は肯定される（行訴法9条1項かっこ書）
- 行政処分が効力を失ったとき
- 原告が死亡したとき

### 判例
認められた例
- 公衆浴場営業許可無効確認請求事件（最高裁判例 昭和37年01月19日）
- テレビジョン放送局の開設に関する予備免許処分・同免許申請棄却処分並びにこれが異議申立棄却決定取消請求（最高裁判例 昭和43年12月24日）
甲、乙が競願関係にある場合において、甲が乙に対する免許処分の取消を訴求する場合において、当該免許期間が満了しても、乙が再免許を受けて免許事業を継続しているときは、甲の提起した訴訟の利益は失われない。
- 新潟空港訴訟（最高判例 平成元年2月17日）
原告を法律上の利益を有する者として認めたものの、その主張自体には自己の法律上の利益に関係がないとして退けられた。
- 土地改良事業施行認可処分取消(最高裁判例 平成4年01月24日)
町営の土地改良事業の工事等が完了して原状国復が社会通念上不可能となった場合であっても、認可により設定された権利関係は存続しているので、事業の施行の認可の取消しを求める訴えの利益は消滅しない。
- もんじゅ訴訟 (最高裁判例 平成4年09月22日)

認められなかった例
- 生活保護法による保護に関する不服の申立に対する裁決取消請求 いわゆる「朝日訴訟」(最高裁判例 昭和42年05月24日)
- 審査請求棄却処分取消、運転免許停止処分取消(最高裁判例 昭和55年11月25日)
自動車運転免許の効力停止処分を受け、免許の効力停止期間を経過し、かつ、処分の日から無違反・無処分で一年を経過したときは、違反点数が無くなったので処分の取消によつて回復すべき法律上の利益を有しない。
- 保安林解除処分取消　いわゆる長沼ナイキ事件 (最高裁判例 昭和57年09月09日)
- 建築基準法による確認処分取消(最高裁判例 昭和59年10月26日)
工事が完了した場合における建築確認の取消を求める訴えの利益は、失われる
- 開発許可処分等取消 (最高裁判例 平成5年09月10日)
- 再入国不許可処分取消等(最高裁判例 平成10年04月10日)
再入国不許可処分の取消を求める訴えの利益は、本邦を出国した場合には失われる